# Wiktor Jakowlewitsch Stanizyn
Wiktor Jakowlewitsch Stanizyn (* 2. Mai 1897 in Dnipro; † 24. Dezember 1976 in Moskau) war ein sowjetischer Schauspieler und Regisseur.

## Leben und Wirken
Wiktor Stanizyn wuchs als Sohn eines Rechtsanwalts in Dnipro auf. Er hat väterlicherseits deutsche Vorfahren und mütterlicherseits ukrainische Vorfahren. Nach seinem Schulabschluss war er zunächst beruflich in der Landwirtschaft tätig. Im Ersten Weltkrieg war er als Soldat im Fronteinsatz. Im Jahr 1918 erfolgte die Scheidung der Eltern, woraufhin Stanizyn mit seiner Mutter nach Moskau zog, wo er fortan lebte.
Stanizyn absolvierte von 1919 bis 1923 am Tschechow-Kunsttheater Moskau seine Schauspielausbildung und war daraufhin viele Jahre lang festes Ensemblemitglied am Lenkom-Theater. Er trat an verschiedenen Theatern in Varieté-Shows und in Theaterstücken auf, darunter auch in einigen Stücken von Alexander Ostrowski. Von 1929 bis 1974 trat er als Schauspieler vor der Kamera in mehr als 30 Film-und-Fernsehproduktionen in Erscheinung, darunter auch in einigen Stummfilmen. Stanizyn spielte zweimal den britischen Premierminister Winston Churchill in den Filmen Der Fall von Berlin und Das unvergeßliche Jahr 1919. Daneben war er auch als Regisseur aktiv und inszenierte drei Spielfilme. Ab 1948 war Stanizyn auch als Schauspiellehrer tätig und inszenierte zudem am Theater mehrere Aufführungen. Alla Pokrowskaja war eine seiner Studentinnen.
Stanizyn erhielt im Laufe seiner Karriere als Schauspieler zahlreiche Auszeichnungen. So wurde er unter anderem zwischen 1937 und 1974 sechsmal mit dem Staatspreis der UdSSR geehrt.
Wiktor Stanizyn war von 1935 bis 1937 mit der Schauspielerin Jelena Ponsowa verheiratet. Aus der Ehe ging die Tochter Olga (1936–2019) hervor. Stanizyn starb am 24. Dezember 1976 im Alter von 79 Jahren in Moskau, wo er auch beigesetzt wurde.

## Filmografie (Auswahl)
- 1944: Das Jubiläum
- 1950: Der Fall von Berlin
- 1951: Das unvergeßliche Jahr 1919
- 1966: Krieg und Frieden (TV-Mehrteiler)